# Brewton
Brewton és una ciutat del Comtat d'Escambia a l'estat d'Alabama (Estats Units d'Amèrica).

## Demografia
Segons el cens del 2000, Brewton tenia 5.498 habitants, 2.216 habitatges, i 1.471 famílies. La densitat de població era de 187,4 habitants/km².
Dels 2.216 habitatges en un 27,5% hi vivien nens de menys de 18 anys, en un 46,3% hi vivien parelles casades, en un 17,1% dones solteres, i en un 33,6% no eren unitats familiars. En el 31% dels habitatges hi vivien persones soles el 15,6% de les quals corresponia a persones de 65 anys o més que vivien soles. El nombre mitjà de persones vivint en cada habitatge era de 2,35 i el nombre mitjà de persones que vivien en cada família era de 2,95.
Per edats la població es repartia de la següent manera: un 23,8% tenia menys de 18 anys, un 7,1% entre 18 i 24, un 24,1% entre 25 i 44, un 25,5% de 45 a 60 i un 19,6% 65 anys o més.
L'edat mediana era de 42 anys. Per cada 100 dones hi havia 85,2 homes. Per cada 100 dones de 18 o més anys hi havia 79,1 homes.
La renda mediana per habitatge era de 34.234 $ i la renda mediana per família de 43.548 $. Els homes tenien una renda mediana de 37.348 $ mentre que les dones 20.212 $. La renda per capita de la població era de 18.185 $. Aproximadament el 12,6% de les famílies i el 16,3% de la població estaven per davall del llindar de pobresa.

## Poblacions properes
El següent diagrama mostra les poblacions més properes.